# Independência total
Independência total (Portugees: Totale Onafhankelijkheid) is het volkslied van Sao Tomé en Principe sinds 1975. De tekst is geschreven door Alda Neves da Graça do Espírito Santo en de muziek is van Manuel dos Santos Barreto de Sousa e Almeida of Quintero Aguiar.

## Tekst
| Portugees origineel refrein: Independência total, Glorioso canto do povo, Independência total, Hino sagrado de combate. Dinamismo Na luta nacional, Juramento eterno No pais soberano de São Tomé e Príncipe. Guerrilheiro da guerra sem armas na mão, Chama viva na alma do porvo, Congregando os filhos das ilhas Em redor da Pátria Imortal. Independência total, total e completa, Costruindo, no progresso e na paz, A nação ditosa da Terra, Com os braços heróicos do povo. refrein Trabalhando, lutando, presente em vencendo, Caminhamos a passos gigantes Na cruzada dos povos africanos, Hasteando a bandeira nacional. Voz do porvo, presente, presente em conjunto, Vibra rijo no coro da esperança Ser herói no hora do perigo, Ser herói no ressurgir do País. refrein Dinamismo Na luta nacional, Juramento eterno No pais soberano de São Tomé e Príncipe. | Nederlandse vertaling refrein: Volledige onafhankelijkheid Roemrijk gezang van het volk Volledige onafhankelijkheid Heilig strijdlied Dynamisme in de nationale strijd Eeuwige eed In het soevereine land Sao Tomé en Principe Oorlogsstrijder zonder wapens ter hand te nemen De levendige vlam in de ziel van het volk die de zonen van het eiland samenroept Rondom het Onsterfelijk Vaderland. Volledige onafhankelijkheid, volledig en compleet, bouwt, in de vooruitgang en in vrede, deze veelbelovende natie van de Aarde, Met de heldhaftige armen van het volk refrein Werkend, strijdend, aanwezig na de overwinning, Wandelen wij met enorme stappen In de strijd van de Afrikaanse volkeren, terwijl we de nationale vlag hijsen. De stem van het volk, aanwezig, aanwezig als één trilt krachtig in het koor van de hoop Helden zijn in gevaarlijke tijden, Helden zijn als het Land herrijst. refrein Dynamisme in de nationale strijd Eeuwige eed In het soevereine land Sao Tomé en Principe |